# Ecsenius fijiensis
Ecsenius fijiensis är en fiskart som beskrevs av Springer, 1988. Ecsenius fijiensis ingår i släktet Ecsenius och familjen Blenniidae. Inga underarter finns listade i Catalogue of Life.